# Ray Lewis (atleta)
Raymond Gray Lewis, detto Ray (Hamilton, 8 ottobre 1910 – Hamilton, 15 novembre 2003), è stato un velocista canadese.

## Palmarès

### Olimpiadi
- Bronzo a Los Angeles 1932 nella staffetta 4×400 metri.

### Giochi dell'Impero Britannico
- Argento a Londra 1934 nella staffetta 4×440 iarde.